# Jätkälä
Jätkälä är en udde i Finland. Den ligger i Kalajoki i och landskapet Norra Österbotten, i den centrala delen av landet, 500 km norr om huvudstaden Helsingfors.
Terrängen inåt land är mycket platt. Havet är nära Jätkälä åt nordväst. Runt Jätkälä är det glesbefolkat, med 13 invånare per kvadratkilometer. Närmaste större samhälle är Kalajoki, 13,3 km öster om Jätkälä. I omgivningarna runt Jätkälä växer i huvudsak blandskog.